# Ain’t Nothing But a Cyber Coup & You
Ain’t Nothing But a Cyber Coup & You ist ein Jazzalbum von Mark Dresser. Die Aufnahmen entstanden in Los Angeles vom 16. bis 18. September 2018 und erschienen am 22. März 2019 auf dem Label Clean Feed Records.

## Hintergrund
Es ist nach Sedimental You (Clean Feed, 2016, mit Michael Dessen, Marty Ehrlich, Nicole Mitchell, David Morales Boroff, Joshua White und Jim Black) das zweite Album der Formation Mark Dresser Seven, das in fast gleicher Besetzung eingespielt wurde; für den Geiger David Morales Boroff kam Keir GoGwilt in die Band.
Das Album beginnt mit „Black Arthur's Bounce“, einer Ehrung von Dressers früherem Kollegen, dem 2017 verstorbenen Altsaxophonisten Arthur Blythe. „Der Bass von Dresser sorgt für den Sprung“, notierte Dan McCLenaghan. „Der Rest des Septetts wandert ein wenig schief, mit unterbrochenen Momenten, in denen ein- und ausgehende aufblitzende Soli zu hören sind – Bass, Violine, Flöte. Dann ist Marty Ehrlich an der Reihe, spielt ein pfeffriges Altsaxophon und nickt Blythe zu.“ In „Black Arthur“ erzeuge Jim Black zusammen mit dem Bandleader „einen Slap-Groove, und Violine und Hörner wechseln sich frei ab, bevor die geschriebene Melodie auftaucht. Blythe-Fans werden das Gefühl der Bewegung bei der klassischen Lenox Avenue Breakdown-Aufnahme leicht erkennen, und Mitchells Flöte in Kombination mit Dessens tiefem Blech erinnert an den Mix aus James Newtons Flöte und Bob Stewarts Tuba. Das Ensemble ist so konzipiert, dass es etwas zackig und funky klingt und die Spieler viel Spaß und Wagemut haben, über den starken Beat hinweg zu spielen,“ so Will Layman.
Dieser Ansatz wiederhole sich in „Ain’t Nothing But a Cyber Coup“, so der Autor. „Embodied in Seou“ beginnt auch mit mehr als fünf Minuten freier Erforschung, bevor die geschriebene Melodie eintritt. Diese Sätze werden von den vier Hauptinstrumenten artikuliert, jedoch über eine unruhige Rhythmussektion gespielt: „Black frei taumelnd, White atonal improvisierend, und Dresser eine wütende Zeitspanne drunterhaltend.“ Der Auftakt der „Melodie“ ist „vorsichtiger und explorativer, als würde die Band nach dem Material suchen, das sie benötigt, um das bevorstehende Zusammenspiel des Ensembles zusammenzustellen.“

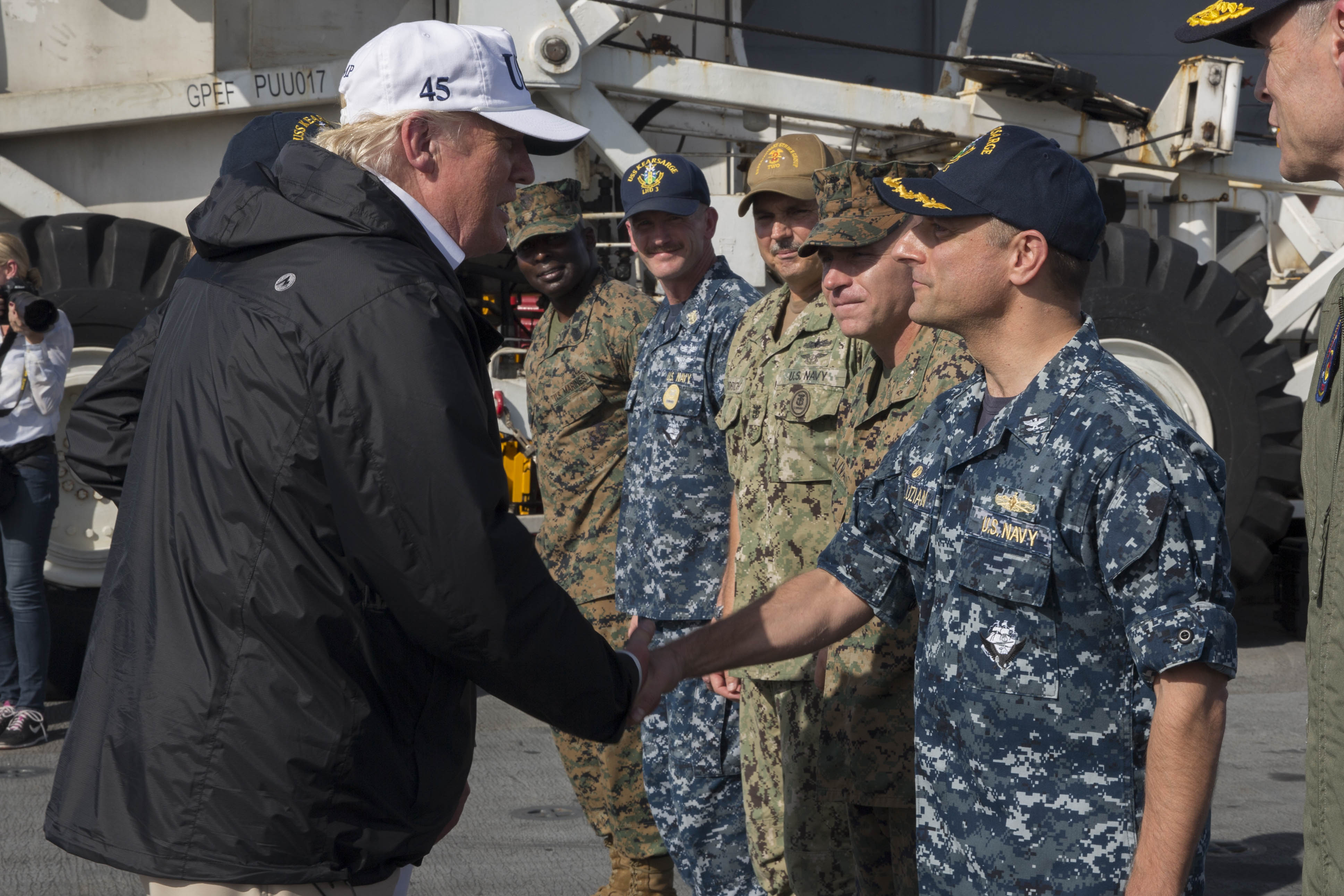
Der umstrittene Besuch von Präsident Donald Trump auf Puerto Rico am 3. Oktober 2017, auf den Dressers Komposition „Let Them Eat Paper Towels“ anspielt.

„Let Them Eat Paper Towels“ nimmt die Schlagzeile der Kolumne von Paul Krugman in der New York Times zu einem Auftritt von Präsident Trump in dem vom Sturm verwüsteten Puerto Rico im Oktober 2017 auf; dabei warf der Präsident Papiertuchpackungen in die Menschenmenge. „Es beginnt mit einer unruhigen Atmosphäre, die sich zu einem Groove mit einem wunderschönen Zusammenspiel von Flöte und Posaune verschmilzt und zu Marty Ehrlichs geschmeidiger, kräftiger Klarinette führt, die einer Reihe gewundener Geigenlinien Platz macht“, schrieb Dan McCLenaghan in All About Jazz. Seine Basslinie abstrahiert die Melodie von „Que Bonita Bandera“, der inoffiziellen Nationalhymne von Puerto Rico, setzt aber den melodischen Kern in eine völlig andere Atmosphäre.
Nach Ansicht von Eyal Hareuveni präsentieren zwei Stücke Dressers innovative kompositorische Ideen und sprechen rein musikalische Themen an: „Gloaming“, das vierte Stück, erforscht die Walzerform und verwendet dabei mehrere Ebenen des Polyrhythmus, die sich innerhalb von Metren verschieben und zusammenziehen. Diese lyrischen Stücke heben das ausdrucksstarke, kontemplative Bass-Solo von Dresser hervor, das mit gleichgesinnten Soli von Dessen und GoGwilt korrespondiert. „Embodied in Seoul“ wurde ursprünglich für das Konzert Interconnections for Peace von 2018 für Ensembles in New York City, San Diego und Seoul konzipiert. Für die Seven Band wurde es neu arrangiert und ermöglicht es, über das flüchtige melodische Thema zu improvisieren.
Die sechs längeren Ensemble-Stücke sind durch kurze, eine Minute oder weniger dauernde Bass-Solo-Zwischenspiele getrennt, die auf einem Satz abgestufter Stahlstangen, konstruiert von Dressers Freund Kent McLagan, improvisiert wurden. „Diese ergänzen die avantgardistische Atmosphäre eines Sets, das sich zuweilen leicht von Dressers üblichen Sensibilitäten abhebt, um groovige Melodien und coole und ungewöhnliche Harmonien.“

## Titelliste

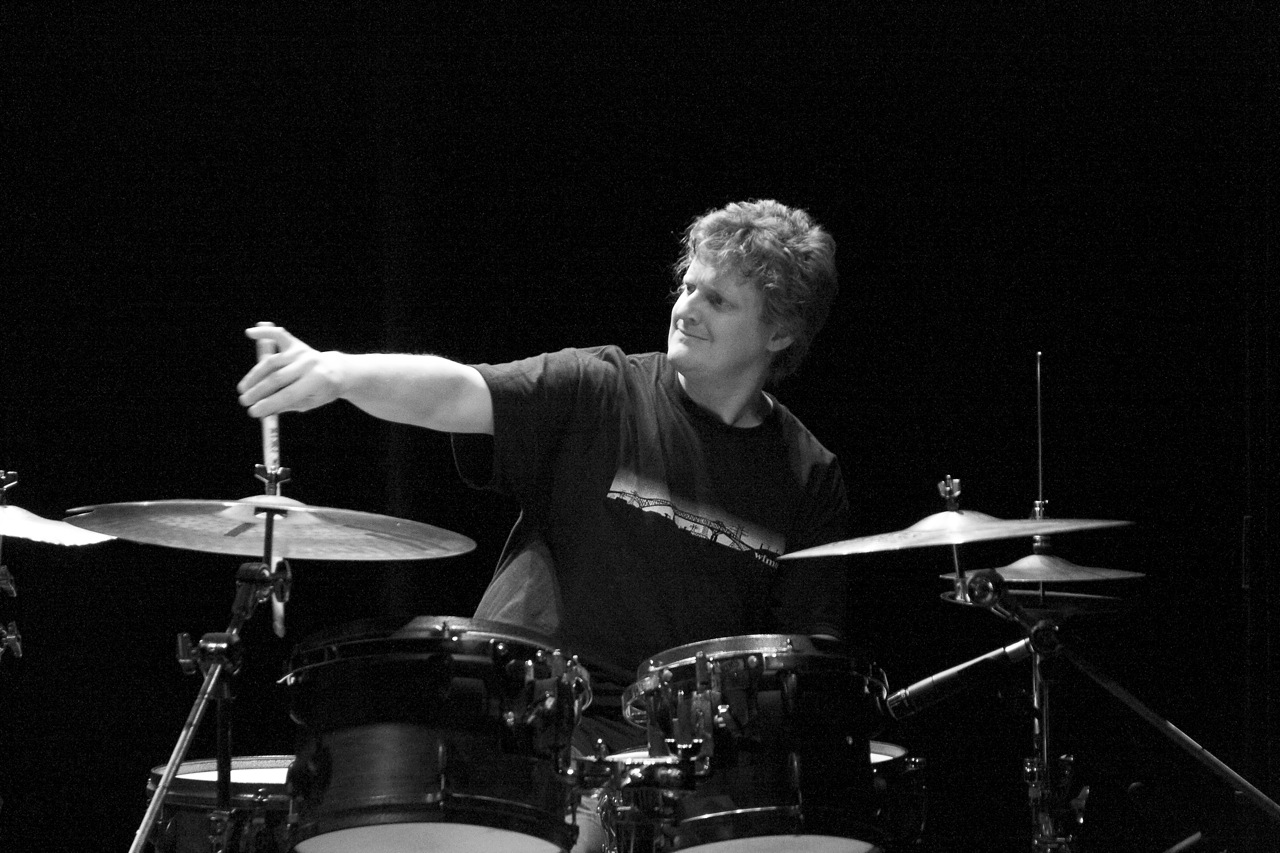
Jim Black 2007

- Mark Dresser Seven: Ain’t Nothing But a Cyber Coup & You (Clean Feed – CF510CD)[7]

1. Black Arthur’s Bounce (in Memory Of Arthur Blythe) 	12:22
2. Pre-Gloam 	0:44
3. Gloaming 	9:27
4. Pre-Maria 	0:36
5. Let Them Eat Paper Towels 	12:06
6. Far 	1:03
7. Embodied In Seoul 	8:07
8. Pre-Coup 	0:37
9. Ain’t Nothing But a Cyber Coup & You 	9:02
10. Song Tine 	0:54
11. Butch's Balm (in Memory of Butch Lacy) 7:37

Alle Kompositionen von Mark Dresser.

## Rezeption
Nach Ansicht von Dan McCLenaghan, der das Album in All About Jazz rezensierte, ist das Set „erfüllt“ von dem Einfluss des Bassisten, Komponisten und Bandleaders Charles Mingus, mit der Prämisse, „sich mit unserer gegenwärtigen dystopischen Landschaft von einem Ort der Hoffnung und des positiven Potenzials aus zu beschäftigen“, in Zeiten, die damals wie heute so herausfordernd wären, so der Autor. „Das Septett repräsentiere in einem unbekümmerten Sinne den Sound einer kleinen Big-Band. Dressers Kompositionen und Arrangements sind eigenwillig und originell; Vergleiche seines Sounds sind schwer zu finden. Der rhythmische Antrieb von Dresser, Black und dem Pianisten Joshua White sei größtenteils hart, meistens auf einer Linie.“

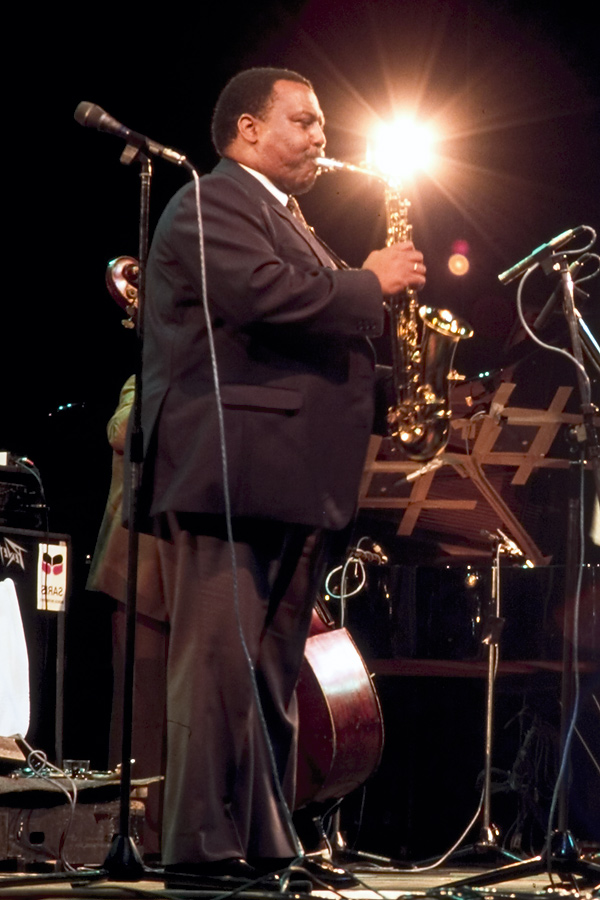
Arthur Blythe (1989)

Brad Cohan schrieb im Down Beat, „die labyrinthische und frei schwebende Dynamik, die von den Mark Dresser Seven geformt wurden, prägen die unauslöschliche Handschrift des Bandleaders für kreative Musik. Dressers dichte und farbenfrohe Schichtung“ charakterisiere das in seiner Gestalt wandelbare Album Ain’t Nothing but a Cyber Coup & You. Ein ausgezeichnetes Gefühl erhelle das Programm, ebenso wie die nervenaufreibenden, knorrigen Konfigurationen und die explosive Dynamik, die in den sechs langen Stücken und fünf Solo-Bass-Zwischenspielen des Sets zu finden seien, so der Autor. Die unvorhersehbaren Taktsignaturen, wie sie im Titelstück zu hören sind, können die Sinne verwirren, „aber ein freilaufendes, luftiges und ansteckendes Gefühl sorgt für einen konstanten Zustand der Glückseligkeit.“ Die expansiven, utopischen Klanglandschaften, in denen Dresser schaffe, swingen mit mingus’scher Hingabe, während der ausgelassene Big-Band-Spirit des Jazztitanen auf „Let Them Eat Paper Towels“ und dem atemberaubenden Album-Opener, dem 12-minütigen „Black Arthur’s Bounce“ (In Memory of Arthur Blythe) spürbar sei. „Das jenseitige Wechselspiel – Nicole Mitchells Flötensoli sind besonders prickelnd“ – wird von Jim Blacks polyrhythmischem, rockig-schwerem Beat angetrieben und Dressers starkes Bassspiel sei „mitreißend und aufschlussreich“.
Thomas Conrad schrieb in JazzTimes, „ein Septett ist eine schöne Größe für eine Band, groß genug für Skalierung, klein genug für Beweglichkeit.“ Die sechs neuen Dresser-Kompositionen, die das vorliegende Album enthält, bestechen nach Ansicht des Autors „mit ungewöhnlichen asymmetrischen Formen und hoch provisorischen rhythmischen Infrastrukturen. Dresser nutzt die Ressourcen seines kompakten Orchesters, um faszinierende Mixturen zu kreieren, die sich alle der Grellheit und der Kakophonie nähern, aber nicht zu kurz kommen.“ Die solistischen Beiträger sind nach Ansichts Conrads „unterschiedlich überzeugend“; während Mitchell und Ehrlich als „Stimmen der Vernunft in Dressers instabilen Formen“ agierten, sei White, ein aufregender aufstrebender Spieler,  manchmal etwas übermütig.

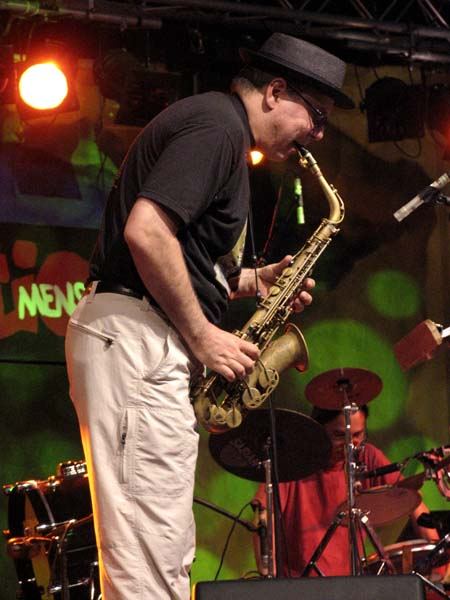
Marty Ehrlich beim Moers Festival 2004

Conrad hebt besonders zwei Stücke hervor, den Titelsong und „Let Them Eat Paper Towels“, die beide an die Protestlieder von Charles Mingus, erinnern würden, „weil sie rohen Zorn und beißenden Witz verbinden.“ Dresser nennt sie Antworten auf „unsere nationale Reality-Horror-Show von Korruption, Bosheit, Fremdenfeindlichkeit und Klassenkampf“. Passenderweise enthalten sie intensive interne musikalische Konflikte. Jedoch poerierten die zwei Stücke „in sehr unterschiedlichen emotionalen Bereichen“, so Conrad. „Inmitten eines Albums voller nervöser Energie taucht plötzlich der Pastellimpressionismus von ‚Gloaming‘ auf, mit lyrischen Ensemble-Hintergründen für begeisterte Soli von allen außer Ehrlich und Black.“ „Butch’s Balm“ ist eine Laudatio für den Pianist Butch Lacy, Dressers langjährigen Freund. „Es ist ein Eintauchen in die Farben der Dunkelheit, die Darstellung des Verlusts stark und verheerend. White spiele die Hommage an den  Pianisten mit feierlichen Akkorden, und Dresser trauere am Coll’arco-Bass.“
Will Layman (Pop Matters) notierte: „Das Ergebnis ist eine Gruppe, die bereit ist, mit Dressers ungewöhnlichen Kompositionen umzugehen und sie in nahezu jede Richtung zu lenken. Der Klang der Band ist ungewöhnlich – mit Ehrlichs Stimmzungen, Mitchells Flöte und GoGwilts Geige, die im oberen Register herumfliegt, und der Posaune, die darunter dröhnt. Wenn die Band als traditionelleres Ensemble mit einem klaren Headarrangement wie dem von Arthur Blythe („Black Arthur's Bounce“) agiert, ist die Kombination von Klängen etwas eigenartig, die Mischung aus Höhen und Tiefen klingt eher wie eine Zirkusband oder ein klassisches Kammermusik-Ensemble als wie eine Jazzband, wobei die Klangfarben der Instrumente nie ganz verschmelzen.“
„Let Them Eat Paper Towels“ beginnt mit einer weiteren atmosphärischen freien Improvisation mit den Texturen von Flöte und Violine als Duett-Zusammenspiel. „White tritt spielerisch ein, um die Band in einen hüpfenden Groove zu bringen, der zu einer der attraktivsten Melodien auf der Aufnahme führt. Violine, Klarinette und Flöte verschmelzen hier prächtig, und Dessen tritt leise von unten in das Ensemble ein. Der Sound scheint sich nur ein bisschen von Klezmer-Bands und einem Hauch von altem New Orleans-Kollektiv zu leihen, aber die entstehenden Flöten- und Klarinetten-Soli sind ausgesprochen modern. Das Muster, über das die Spieler solo spielen, ändert sich für Violine und dann für Posaune, aber dann kehrt das Thema zurück, und man hat das Gefühl, als hätte man fast eine traditionelle Jazzperformance gehört. Danach spielt die Band noch freier als zuvor, wobei Mitchell (auf der Piccoloflöte) und Black sich auf ein schneidiges Duett einlassen, das die gesamte Band wieder zu einem Groove zurückbringt – und ein weiteres Statement der Melodie.“

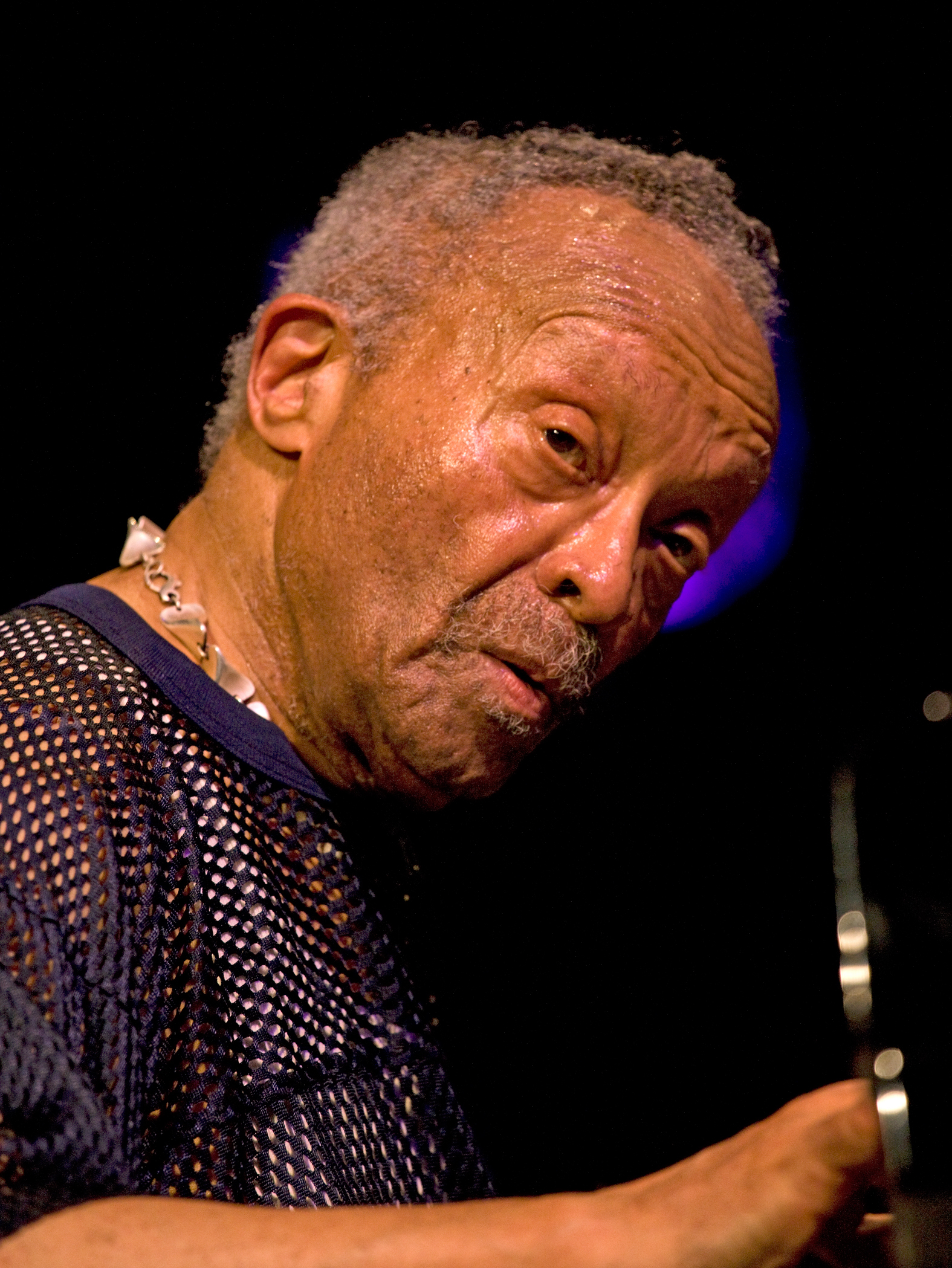
CecilTaylor, moers festival l2008

Etwas konventionellere Klänge dieser Gruppe seien im Titeltrack zu finden, einem richtigen Swinger. Die Klaviervorstellung von White könnte Cecil Taylor und Don Pullen zum Vorbild haben, „und Jim Black tritt mit diesem Knallergefühl in seine Snare-Attacke ein, ja, aber die Band greift das geschriebene Head-Arrangement an, als wäre es eine Territory Band aus Kansas City. Ehrlichs Klarinettensolo schwingt fantastisch und das Duett zwischen Klarinette und Violine ist so aufregend wie der Jazz, wenn auch mit einem Backbeat. Auch Dessen und White sind brillant solo, und die Piano/Bass/Drum-Aktion klingt wie die Grundlage für ein ganzes Album mit Klaviertrio-Musik auf dem neuesten Stand.“ Das Album, so Laymans Resümee, sollte auf einer Art Jazz-Playlist als einer der aufregendsten Tracks des letzten Jahrzehnts stehen. Das Album endet mit dem „üppig schönen“ „Butch’s Balm“ und mit einer organischeren Note, wobei sich eine einzelne traurige Stimmung langsam zu einem Ensemblethema verschmilzt. So schön die kurzen Einführungen auch sein mögen, dieses Album ähnelt „eher sechs verschiedenen Ansätzen, wie zeitgenössischer neuer Jazz klingen kann, mit sieben konsistenten Stimmen im Gespräch, aber nicht einem konsistenten Gruppensound oder einer konsistenten Ensembleidentität.“
Eyal Hareuveni schrieb im Free Jazz Blog, „Dresser merkt an, dass seine neuen Kompositionen die Jazztradition direkter als in der Vergangenheit aufgreifen, insbesondere ihre Energie und fesselnden Melodien.“ Das Album zeige den Kontrabassisten als „visionären Entdecker des Basses“, zudem sei er „ein profunder, aber verspielter Komponist und ein scharfer Kommentator der dunklen, aktuellen Zeiten“.
Dan Bergsagel (London Jazz News) meinte, erste Höreindrücke von „Ain’t Nothing but a Cyber Coup & You“ könnten von politischem Zusammenbruch und technologischem Verbrechen herrühren. Nach Ansicht des Autors blicke Dresser nicht entmutigt in eine trostlose Zukunft. Sicher gäbe es in der Musik einen Anflug von chaotischer Verzweiflung, aber auch echte Bekräftigungen darüber, dass menschliche Verbindungen Vorrang haben: in Erinnerungen an Menschen wie Arthur Blythe, Butch Lacey und an zärtliche Momente, die vergangen sind. „Insgesamt überstrahlt der Gedanke und die sorgfältige Komposition in diesen lebhaften Momenten die aktuelle Realpolitik und die Kriegsspiele der anderen.“ Politischer Kommentar oder einseitig: „Ain’t Nothing but a Cyber Coup & You“ sei „ein exzellentes und kraftvolles Album eines talentierten Ensembles ohne schwache Glieder, das geschickt von einer zeitgenössischen kompositorischen Kraft geleitet wird.“